# Simplon (Szwajcaria)
Simplon (gsw. Simpilu, hist. Simpeln) – miejscowość i gmina (Politische Gemeinde) w południowej Szwajcarii, w kantonie Valais, w okręgu (Bezirk) Brig.  

## Demografia
W Simplon mieszkają 294 osoby. W 2021 roku 1,7% populacji gminy stanowiły osoby urodzone poza Szwajcarią. 

## Transport
Przez teren gminy przebiega droga główna nr 95.